# リオモ・ベルマーレ・レーシングチーム
リオモ・ベルマーレ・レーシングチーム（LEOMO Bellmare Racing Team）は、神奈川県の湘南地区を拠点として活動している自転車ロードレースのチームである。湘南ベルマーレスポーツクラブとは、提携関係にある。

## 概要
「コムレイド ジャイアント」「チームコムレイド」として活動してきたコムレイドが、プロサッカーJリーグのクラブである「湘南ベルマーレ」と提携し、チーム名を改称した。2010年の試験運用期間を経て、2011年より、本格始動。チーム運営は引き続きコムレイドが行う。
2015年にロヂャースレーシングチームと合併、新たにレモネード社（現リオモ）をスポンサーに迎え「Lemonade Bellmare Racing Team（レモネード・ベルマーレ レーシングチーム）」として活動することとなった。
2016年、メインスポンサー Lemonade社の社名変更に伴いチーム名をLEOMO Bellmare Racing Team（リオモ・ベルマーレ・レーシングチーム）に変更した。
2017年7月30日、Jプロツアー第13戦「やいた片岡ロードレース」にて横塚選手およびチームにとって初となるJプロツアー優勝を飾った。

## 2015年陣容
ロヂャースレーシングチームと合併し、宮澤崇史を監督に迎えた新体制となった。宮澤は2014年に現役を引退したが、レース中の選手の動きを査定するためにプレイングマネジャーとしてレースにも参戦する。

### スタッフ
- GM：内山靖樹
- 監督：宮澤崇史
- トレーナー：福田昌弘

### 選手
- 林航平
- 中里仁
- 小清水拓也
- 才田直人
- 大村寛
- 菱沼由季典（アモーレ・エ・ヴィータ所属、スポット参戦）
- 加地邦彦（スポンサー兼）
- 宮澤崇史（監督兼）
- 福田昌弘（トレーナー兼）